# نبرد ملازگرد
نبرد مَلازگِرد نبردی میان نیروهای امپراتوری سلجوقی به فرماندهی آلپ ارسلان و نیروهای امپراتوری بیزانس به فرماندهی رومانوس دیوژن بود که نزدیکی شهر مانزیکرت (ملازگرد فعلی در استان موش در ترکیهٔ امروزی) در ۲۶ اوت سال ۱۰۷۱ میلادی رخ داد. این نبرد یکی از تأثیرگذارترین نبردهای تاریخ به حساب می‌آید و شروعی برای ترکسازی آناتولی بود. پیروزی در این نبرد برای ترکهای مهاجر در قرن ۱۱ میلادی به منزله اجازه ورود به آسیای صغیر بود. امپراتوری بیزانس پس از شکست سنگین در این نبرد، از مسیحیان اروپای غربی درخواست کمک کرد که به برپا شدن جنگ‌های صلیبی منجر شد.
حملات ترکان به قلمرو امپراتوری بیزانس و پیشروی آن‌ها در داخل اراضی بیزانس از زمان طغرل بیگ آغاز شده بود و در زمان آلپ ارسلان شدت یافته و امپراتوری بیزانس را در تنگنا قرار داده‌بود. از این رو، بیزانسی‌ها برای پاسخ به این حملات اقدام تدارکات جهت نبرد کردند، اما با وجود برتری عددی، به دلیل ناهمگونی لشکر بیزانس و خیانت‌هایی که از جانب سران سپاه صورت گرفت و همچنین تاکتیک کارآمدی که آلپ ارسلان برای نبرد در پیش گرفت، در میدان نبرد در موضع ضعف قرار گرفتند و در مقابل لشکر سلجوقی تاب مقاومت نیاوردند و هزیمت شدند و نبرد با شکست قطعی بیزانسی‌ها و به اسارت درآمدن امپراتورشان (رومانوس چهارم دیوژن) به پایان رسید. این نخستین بار در تاریخ بود که یکی از امپراتوران بیزانس به اسارت مسلمانان درمی‌آمد و لشکرشان نیز به کلی نابود می‌گشت.
پس از این نبرد آلپ ارسلان در مقابل امپراتور بیزانس رأفت نشان داد و او را بخشید و قرارداد مصالحه‌ای را به امضا رساند که سیادت امپراتوری سلجوقی را تثبیت می‌کرد، اما پس از این مصالحه و عملی نشدن مفاد آن، حملات از سرگرفته شد و در آناتولی با قدرت تمام به پیشروی پرداختند و طی مدت کوتاهی تقریباً تمام آن را از سلطه امپراتوری بیزانس خارج ساختند و حکومت سلجوقیان روم را پی افکندند. این نبرد از چند لحاظ حائز اهمیت است؛ نخست راه ورود ترکان مهاجر به غرب برای ورود به قلمرو بیزانس و آناتولی مرکزی ایجاد کرد، دوماَ مشکل اسکان ترکان مهاجر را حل کرد، سوماَ با تشکیل سلسله سلجوقیان روم و تصرف تدریجی آناتولی توسط ترکان مسلمان، خطر بیزانس برای خلافت عباسی و امپراتوری سلجوقی را رفع کرد و با تصرف نهایی آناتولی و تسخیر شهرهای مقدس مسیحیان و در معرض خطر قرار دادن قسطنطنیه، پایتخت امپراتوری بیزانس جامعه مسیحیت را به فکر بسیج علیه مسلمانان انداخت و زمینه‌ای برای جنگ‌های صلیبی فراهم ساخت. همچنین زمینه‌ای برای قدرت‌گیری ترکان عثمانی در دو قرن بعد شد.

## پیش‌زمینه و اهمیت آناتولی
آناتولی همانند پلی میان آسیا و اروپا است، که از طریق تنگه داردانل به اروپا متصل می‌شود. آناتولی گذشته از اهمیت جغرافیایی، از جهت ثروت‌های طبیعی زیر زمینی و روی زمینی نیز دارای اهمیت بسیاری است. شاید بتوان ورود ترکان ایرانی به این منطقه که همواره دستخوش تحولات گوناگون بود، را نقطهٔ اوجی در سیر وقایع دانست.
با تشکیل حکومت سلجوقیان بزرگ، راه مهاجرت ترکان مسلمان آسیای مرکزی به سوی امپراتوری سلجوقی هموارتر شد. دولتمردان سلجوقی در اندیشهٔ یافتن راه معقولی برای اسکان مهاجران برآمدند؛ لذا هدایت آن‌ها به سوی غرب امپراتوری، یعنی قلمرو آناتولی، که در آنزمان تحت حاکمیت امپراتوری بیزانس بود، ضرورت یافت. مسلماَ این امر بدون فتح نظامی این سرزمین امکان‌پذیر نبود. از این رو برخورد نظامی میان دو امپراتوری حتمی می‌نمود. البته افزون بر این عامل و شاید مهم‌تر از آن، تمایلی بود که سلاطین سلجوقی به غزا و جهاد و گشودن سرزمین‌های غیراسلامی داشتند. البته در بحث دربارهٔ تاخت و تاز در آناتولی در این ایام، باید میان سیاست رسمی سلاطین سلجوقی و فعالیت‌های ترکمانان، صراحتاً فرق گذاشته شود.
ترکان سلجوقی با نیت گسترش قلمرو امپراتوری خود و نیز با هدف اشاعه دین اسلام اقدام به حملاتی پیوسته علیه بیزانس، به ویژه قلمرو آناتولی کردند که در زمان طغرل بیگ، آلپ ارسلان و ملکشاه به گونه‌ای منظم ادامه یافت. در عین حال این حملات باعث شد که بیزانسی‌ها در برابر حملات بعدی روحیه دفاع و توان مقابله خود را از دست دهند.
گذشته از آن، آناتولی برای سلجوقیان از جهات دیگری نیز دارای منفعت بود. ترکمانان که از دشت‌های آسیای مرکزی به قلمروی سلجوقیان آمده و در خدمت آن‌ها قرار گرفته بودند، دیگر قصد بازگشت به سرزمین مادری خود را نداشتند. آن‌ها در حاکمیت سلجوقی به مرزهای بیزانس سوق یافته و در آنجا متمرکز شده بودند. برای آن‌ها آناتولی در حکم بهترین منطقه جغرافیایی برای تداوم حیاتشان بود. آرمان جهاد و غزا نیز موجب تقویت روحیه قهرمانانه ترکمانان جنگاور شده بود. علاوه بر آن برای تداوم زندگی‌شان در اختیار داشتن یک منطقه خوش آب و هوا و پرآب و مثل آناتولی بی‌نهایت اهمیت داشت.
بخشی از نیروهای سلجوقی امر جهاد را تحت فرماندهی ابراهیم ینال در آناتولی شروع کردند. در دوران چغری‌بیگ و سلطان طغرل بیگ به نقاط مهم و کلیدی آناتولی حملات متعددی صورت گرفت؛ اما جنگ و ستیزهای اصلی و مهم در دوره آلپ ارسلان به وقوع پیوست. آلپ ارسلان ابتدا با حمله به فرمانروایان ارمنستان بزرگ و گرجستان و آبخاز را که وابسته به بیزانس بودند را شکست داد. آلپ ارسلان که می‌دانست این پیروزی‌ها از جانب مسیحیان بی پاسخ نخواهد ماند، با درایت خواجهٔ نظام الملک، به تثبیت اوضاع داخلی پرداخت.
مردم مسیحی آناتولی از لحاظ دینی و اجتماعی، در شرایط مناسبی قرار نداشتند. سیاست امپراتوری بیزانس در اشاعهٔ مذهب ارتدوکس، از گذشته موجب نارضایتی و تنفر دیگر مذاهب و فرق مسیحی شده بود. سریانیها و ارمنی‌های شرق آناتولی و جماعات کوچک آناتولی مرکزی نیز به دلیل بیزاری از سیاست مزبور، با عدم حمایت از بیزانس، راه حملات ایرانیان سلجوقی را هموارتر کردند. باید از سخت‌گیری‌های مالی و ظلم و ستم‌های امپراتوری علیه مردمان این منطقه نیز یاد کرد. در کل طی زمان زیادی موقعیت امپراتوری بیزانس در آناتولی به شدت تضعیف شده بود.
امپراتور باسیل دوم (حکومت از ۹۶۰ تا ۱۰۲۵ میلادی) به منظور جلوگیری از تجاوز و حفاظت از مرزهای شرقی بیزانس، در صدد برآمد که بر ارمنستان بزرگ تسلط یابد تا آن را به یک منطقه دفاعی برای بیزانس درآورد. در حدود سال ۱۰۰۰ میلادی امپراتور به ترغیب فرمانروایان گرجستان و ارمنستان برای واگذاری اراضی خود به او، پرداخت. فرمانروای گرجستان سرانجام راضی شد که ایبریا را به او بدهد. در سال ۱۰۲۲ میلادی نیز پادشاه ارمنستان با درک خطر جدی بودن تهدید ترکان، حاضر شد سلطنت خود را در عوض تیول جدید، واقع در توروس به پایتختی سیواس را به بیزانس بدهد. البته این کار امپراتور کاملاً اشتباه بود چرا که سازمان اداری بیزانس بر اثر اقدامات اقتصادی سخت‌گیرانه سلف او دارای چنان موقعیت متزلزلی بود که دولت بیزانس نمی‌توانست مرزهای موجود را حفظ کند تا چه رسد به این که سرزمین‌هایی بر آن بیفزاید.
پس از باسیل، برخی فرمانرواهای بعدی بیزانس افراد ضعیفی بودند که قادر به جلوگیری از رشد فساد مقامات یا مهار توانگران نبودند. یکی از نتایج آن افول توان نظامی بیزانس بود. بخش‌هایی از سپاه و نیروی دریایی امپراتوری که در اختیار توانگران نبود رو به تحلیل رفت چرا که پولی که برای خرید تجهیزات و پرداخت حقوق سربازان و ملوانان اختصاص می‌یافت به جیب مقامات امپراتوری می‌رفت. بدون یک ارتش کارآمد امپراتوری بار دیگر به مخاطره افتاد.
پس از مرگ کنستانتین دهم در سال ۱۰۶۷، نیابت سلطنت به ملکه ائودوکیا ماکرمبولیسا رسید. در این زمان به جهت مداخله‌های بی‌مورد گروه‌های ذی‌نفوذ در دربار، امپراتوری بیزانس دچار تزلزل شده و از این رو قوای نظامی مورد بی‌توجهی و غفلت قرار گرفته‌بود. به ویژه به سپاهیانی که در آناتولی و دیگر ایالت‌ها بودند، حقوقی پرداخت نشده و مایحتاجشان برآورده نمی‌شد. سپاهیان بیزانس که در این شرایط بودند در برابر ترکانی که در سال ۱۰۶۷ میلادی تا ملطیه پیش آمده‌بودند مقاومت نکرده و مانع از پیشروی آن‌ها به مرکز کاپادوکیه نشدند. نیروهای اعزامی از سوی نیکفوروس بوتانیوس نیز در حوالی کیلیکیه بدون این که جنگی واقع شود از هم متلاشی شدند. به سبب افزایش حملات ترکان که امپراتوری را در شرایط سختی قرار داده‌بود، ملکه تن به ازدواج داد تا یک امپراتور مرد زمام امور بیزانس را در دست بگیرد. به این منظور با رومانوس دیوژن ازدواج کرد.

## نخستین یورش آلپ ارسلان

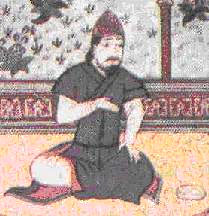
آلپ ارسلان سلجوقی

آلپ ارسلان در آغاز سال ۱۰۶۴ میلادی/۴۵۶ ه‍جری قمری از ری به آذربایجان لشکر کشید و به مرند رفت. در آنجا یکی از سران ترکمان که پیش از آن با رومیان جنگیده بود با نیروهای خویش نزد آلپ ارسلان آمد و او را به نبرد با رومیان تشویق کرد و همراه با سلطان به نخجوان رفت و پس از فراهم آوردن سپاهی انبوه به آذربایجان روی آورد. وی در آنجا پسرش ملکشاه و وزیرش خواجه نظام‌الملک طوسی را به جای خود در لشکر گمارد و آن دو پس از نبردهای متعدد سه دژ رومیان را که یکی از آن‌ها سُرماری نام داشت تصرف کردند و سپس به شهر مریم‌نشین که از مراکز مقدس مسیحیان بود روی آوردند و پس از جنگی طولانی آن را تصرف کردند. سپس آلپ ارسلان آن‌ها را به نزد خویش خواند و در راه بازگشت، ملکشاه چند دژ دیگر را تصرف و جمع بسیاری را اسیر کرد. آلپ ارسلان بر سُبیذ شهر نیز چیره‌شد. سپس به سوی اعآل لآل حرکت کرده و پس از تلفات بسیار آن شهر نیز در ماه رجب سال ۴۵۶ ه‍جری قمری (۱۰۶۴ میلادی) به تصرف سپاه سلجوقی درآمد. سلطان سلجوقی همچنین بر دژ استواری که در کنار شهر یاد شده بود، چیرگی یافت. پس از فتوحات یاد شده پادشاه گرجستان فرستادگانی همراه با هدایا نزد سلطان آلپ ارسلان فرستاد و خواستار صلح شد، اما آلپ ارسلان در پاسخ وی پیشنهاد داد که یا اسلام آورد یا جزیه دهد که پادشاه گرجستان پرداخت جزیه را پذیرفت. آلپ ارسلان سپس به جانب سرزمین قارص و شهر آنی (شهر باستانی) رهسپار شد و توانست بر آن‌ها نیز چیره شود. آلپ ارسلان در سال ۴۵۹ / ۴۶۰ ه‍جری قمری (۱۰۶۸ میلادی) تفلیس را نیز تصرف کرد. مناطق راهبردی  مهمی نظیر تفلیس، آنی و قارص را سلجوقیان به تصرف خود درآوردند. بدین ترتیب راه انجام حمله‌های بعدی به آناتولی مرکزی هموارتر گردید.

### یورش‌های پراکنده
بعضی از روسای عشایر وابسته به ترکان، سلسله حمله‌هایی را از مرزهای جنوبی به سمت آناتولی مرکزی ترتیب می‌دادند. در سال ۴۵۹ ه‍جری قمری (۱۰۶۷ میلادی) قیصریه غارت گردید، سال بعد اموریوم در فریگیه و سال پس از آن ایکونیم دستخوش غارت گردید. این حملات خطوط ارتباطی دولت بیزانس از توروس و کیلیکیه به شمال سوریه و دیار بکر را تهدید می‌کرد. این حمله‌ها در ظاهر نامرتب و بی‌هدف به نظر می‌رسید، اما در اصل چنین نبود. حمله‌های مزبور حاکی از آن است که ترکان سلجوقی برای تصرف مناطق جدید، جهت استقرار خود ناچار به انجام چنین حملاتی بودند. اساساَ مناطقی که باید مورد حمله و هجوم قرار گیرد از قبل مشخص می‌شد. چنان‌که محل‌های مهم و مراکز دفاعی و انبار سلاح و مهمات بیزانسی‌ها ابتدا از سوی مهاجمان مورد حمله قرار می‌گرفت. در نهایت می‌توان گفت هدف اصلی این حملات کوچک و پراکنده که در طول سال‌های متمادی به صورت پیوسته به قلمرو آناتولی صورت می‌گرفت، تصرف آناتولی و تبدیل آن به یک منطقه ترک‌نشین بود.

## وضعیت بیزانس و سلجوقیان

### جبههٔ بیزانس

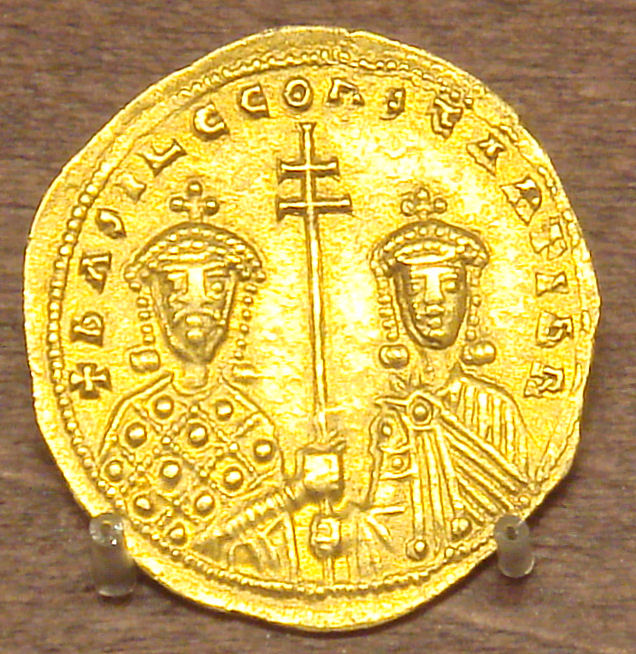
سکهٔ باسیل دوم

دیوجانوس چهارم برای پایان بخشیدن به حمله‌های پیاپی و مستمر سلجوقیان که باعث ضعف و تزلزل بیزانس شده‌بود به سازماندهی دوباره ارتش پرداخت و گارد امپراتوری را که از میان بهترین جوانان آسیای صغیر به سربازی گرفته می‌شدند، سازمان داد اما پیکره اصلی ارتش را نیروهای بیگانه تشکیل می‌داد. در سال ۱۰۶۸ میلادی سپاهیانی را به سوی قلمرو ایران گسیل داشت که نتیجه قطعی در پی نداشت. وی در سال ۱۰۷۰ میلادی مانوئل کومننوس را به عنوان فرمانده اردوی شرق تعیین کرد. وظیفه فرمانده مزبور مقابله کردن با حملهٔ سلجوقیان و از بین بردن قوای نظامی آن‌ها بود، اما در حمله‌ای که در سال ۱۰۷۰ میلادی علیه سلجوقیان ترتیب داد، نه تنها شکست خورد بلکه خود نیز به اسارت درآمد. امپراتور دیوجانس نتوانست مانع از پیشروی سپاه سلجوقی شود، چنان‌که آن‌ها بیش از پیش در قلمرو بیزانس پراکنده شدند. بدین ترتیب، حمله‌های سلجوقیان پیوسته به پیروزی منتهی می‌شد. از این رو دیوجانوس مجبور به تغییر رویه نظامی خود شد.
حمله‌های مداوم سلجوقیان عزم دیوجانوس را برای حل اساسی این مسئله، یعنی ریشه کن کردن ترکان سلجوقی استوار کرد. به این منظور وی، خود شخصاَ در ۱۳ مارس ۱۰۷۱ میلادی اقدام به لشکرکشی به سوی شرق آناتولی کرد.

### جبههٔ سلجوقیان
آلپ ارسلان در تابستان سال ۱۰۷۰ میلادی وارد آناتولی شد و قلعهٔ بسیار مستحکم ملازگرد را به تصرف درآورد. آلپ ارسلان سپس به طرف جنوب شرق پیشروی کرد و قلعه‌های متعددی که در شمال دجله و اطراف رودخانه وجود داشت و قبلاً به دست سلجوقیان نیفتاده‌بود، را به تصرف درآورد. پس از آن به میافارقین و آمِد رفت. سپس حکمرانان منطقه دیار بکر را دست نشانده خود ساخته و با تأمین امنیت در پشت جبهه خود، همراه با اردو به دیگر قلعه‌های بیزانس از جمله تیلخوم و سویده حمله کرد و آن‌ها را تصرف کرد. بعد از آن‌ها با هدف رفتن به سوریه، ابتدا به اورفا رفته و آن را به مدت ده روز محاصره کرد، که بدون گرفتن نتیجه از محاصرهٔ آن دست برداشت و به سوی حلب حرکت کرد. در آغاز سال ۱۰۷۱ میلادی به حلب رسید و آن را محاصره کرد و سرانجام امیر محمود جوان، حاکم حلب از فاطمیان روی گرداند، و قبل از آن که گرفتار حمله آلپ ارسلان شود، در حلب خطبه به نام خلیفه القائم عباسی و آلپ ارسلان خواند و همراه مادرش نزد سلطان آمد و به واسطه التماس مادرش، سلطان او را بخشید و حکومت حلب را به شرط قبول دست نشانده بودن سلطان سلجوقی بار دیگر به او واگذار کرد.
در طول ماه‌هایی که سلطان آلپ ارسلان در حوالی حلب بود، فرستاده امپراتور بیزانس همراه با مکتوبی نزد او آمد. در این مکتوب پیشنهاد شده‌بود که در عوض باز پس دادن ملازگرد؛ اخلاط و منبج به سلطان واگذار شود، در صورت عدم پذیرش این پیشنهاد امپراتور با یک اردوی عظیم اقدام به لشکرکشی خواهد کرد. آلپ ارسلان با برخوردی تحقیرآمیز فرستاده بیزانس را بازگردند. پس از آن آلپ ارسلان با هدف رفتن به مصر از حلب خارج شد و بعد از یک روز در مسیر جنوب با خبر شد که دیوجانوس همراه با اردویی بزرگ که در زمستان تشکیل داده‌بود، در حال پیشروی به سوی شرق آناتولی است. هدف امپراتور بیزانس بیرون راندن ترکان تازه سکونت یافته از آناتولی و حتی استیلا یافتن بر ممالک اسلامی به ویژه از بین بردن دولت سلجوقیان ایران بود.

## پیش از نبرد
اردوی بیزانس از سپاهیان ایالت‌های بالکان و مناطق بیتینی، کاپادوکیه، کیلیکیه، طرابوزان، ارمنستان بیزانس و سربازان مزدور اسلاو، بلغار، ژرمن (گوت)، فرانک، گرجی، پچنگ، اوغوز و قبچاق تشکیل شده‌بود. شمار سپاهیان این اردو در حدود ۴۰ تا ۲۰۰ هزار نفر ذکر شده که شمار زیادی از آن‌ها در کویر گیر افتادند. دیوجانوس که از شمار زیاد سپاهیان خود دچار غرور شده و نسبت به پیروزی خود مطمئن بود، هوای استیلا بر سراسر جهان اسلام و ایران را در سر می‌پروراند؛ چنان‌که پیشاپیش حکومت عراق، سوریه، خراسان و ری را به فرماندهان خود نوید داده‌بود. حتی منابع به قصد بیزانسی‌ها برای تبدیل مساجد به کلیسا نیز اشاراتی کرده‌اند. دیوجانوس پیش از حرکت دادن اردوی عظیم خود از استانبول، در ۱۳ مارس ۱۰۷۱ میلادی در کلیسای ایاصوفیه حضور یافته و در آیین دینی شرکت جسته و سپس همراه با اردو به سوی شرق حرکت کرد. اردو از اسکی شهر گذشته و با عبور از وادی قزل ایرماق وارد سیواس شد و سپس از آن‌جا به ارزروم رفت. آلپ ارسلان هنگامی که به سوی شام می‌رفت از حرکت امپراتور بیزانس به طرف شرق آناتولی خبر دار شد. در همین اثنا فرمانده امیر افشین سردار ایرانی، که از آناتولی بازگشته‌بود خطاب به سلطان اعلان داشت:
| « | قلمرو آناتولی را مورد حمله و هجوم قرار دادم و با غنایم زیادی بازگشتم. رومی‌ها توان جنگ و مقابله با ما را ندارند. | » |

سلطان بعد از دریافت خبر مزبور و شنیدن گزارش امیر افشین، از مسیر حرکت خود بازگشت و با عبور از فرات و راه دیار بکر به اخلاط عزیمت نمود. باسیل ارمنی فرماندهٔ قوای بیزانس در شرق در ارزروم به امپراتور پیوست و به او چنین خبر داد که آلپ ارسلان از ترس به عراق عقب‌نشینی کرده‌است. در این اثنا امپراتور بخشی از قوای نظامی خود را برای تأمین امنیت پشت جبههٔ خود به گرجستان گسیل داشت و دو فرمانده به نام‌های اورسل و تارخانیوتس را همراه با ۳۰ هزار سپاه جلودار به اخلاط و ملازگرد فرستاد. این سپاه مأمور گشودن راه‌ها و تهیه تدارکات و انجام تمهیداتی بود که مانع از بازگشت سلطان شود. خود امپراتور نیز همراه با اردو از پشت سر این سپاه شروع به حرکت کرده و در طول مسیر توانست قلعه ملازگرد را که فاقد قوای محافظ کافی بود، فتح کند. از این رو دچار غرور و سرمستی شد، تا جایی که هوای دستیابی به پیروزی‌های بزرگ‌تر به فکرش خطور کرد. آلپ ارسلان بعد از شنیدن خبر لشکرکشی دیوجانوس به ملازگرد برای آن که سریعتر به آن منطقه برسد و مقدمات دفاع را فراهم سازد مسیر حرکت خود را تغییر داد. او که در حلب مشغول تهیه و تدارک جنگ بود با کسب خبر سقوط ملازگرد بر سرعت خود افزود. آلپ ارسلان تحت چنین شرایط سختی ناچار نیروهای پیر و مسن‌تر اردو را معاف کرد و با اردویی مرکب از سپاهیان کم شمار اما جوان و نیرومند به سوی اخلاط پیش تاخت. آلپ ارسلان که در اخلاط بود برای تدارک مقابله با هر پیش‌آمدی خواجه نظام‌الملک را همراه با همسر و فرزندان خود به همدان گسیل داشت. از طرف دیگر یک گروه سواره‌نظام نیز برای کسب اطلاع از وضعیت اردوی بیزانس، به سوی ملازگرد گسیل داشت. همزمان با آمدن آلپ ارسلان به شهر اخلاط، دو فرمانده جلودار بیزانسی نیز در حال پیشروی به سمت اخلاط بودند. صاندوق، سردار سلجوقی که پیش از این در غزوات آناتولی به شهرت بسیار رسیده‌بود و اکنون در اخلاط به سر می‌برد، همراه با سپاه جلودار سلجوقیان به سوی سپاهیان بیزانس یورش برده و آن‌ها را نابود ساخت. در این هجوم صلیب بزرگ که پیشاپیش سپاه بیزانس حمل می‌شد به دست سپاه سلجوقی افتاد و برای این که خلیفه مسلمین از پیروزی سپاه اسلام آگاه گردد، صلیب مذکور به همدان نزد نظام‌الملک فرستاده شد تا توسط او برای خلیفه ارسال شود.

امپراتور بیزانس که تصور می‌کرد آلپ ارسلان هنوز به اخلاط نیامده خواهان آگاهی از وضعیت اخلاط بود که فرمانده باسیل ارمنی به امپراتور چنین آگاهی داد: 
حاکم ترک در ساخلوی اخلاط هستند و من درصدد حمله به آن‌ها هستم.

این حمله صورت گرفت اما همهٔ سپاهیان یا کشته شدند یا به اسارت درآمدند چنان‌که حتی یک نفر باقی نماند تا امپراتور را از نتیجه این حمله آگاه سازد. آلپ ارسلان نیز همراه اردوی خود از اخلاط به سمت شمال در حال پیشروی بود، در نتیجه دو اردو به جایی رسیدند که از فاصله‌ای نه چندان دور یکدیگر را می‌دیدند؛ آن‌ها به صف آرایی در برابر هم پرداختند (۲۴ اوت / ۲۵ ذی‌القعده).

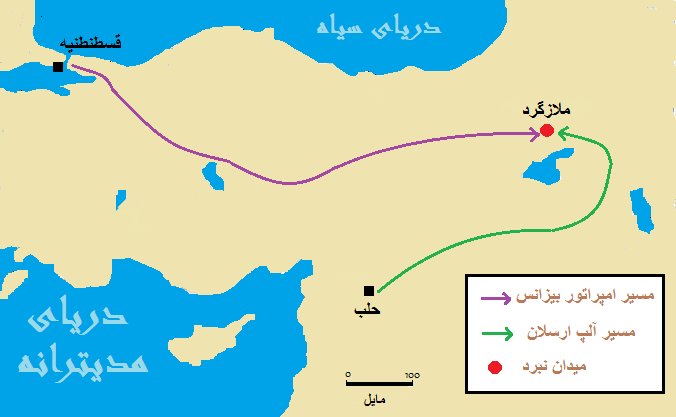
مسیر حرکت سپاهیان به سوی میدان نبرد در ملازگرد

شمار سپاهیان سلجوقی چندان زیاد نبوده‌است. چنان‌که در منابع آن دوران آمده‌است، مجموع سپاهیان سلجوقی به حدود ۲۰ تا ۳۰ هزار نفر می‌رسید. در اردوی سلجوقی در کنار آلپ ارسلان سرداران بزرگی همچون ساوتکین، افشین، گوهر آیین، تارانگ، صاندوق و آیتکین بودند. می‌توان احتمال داد که همراه با افشین افرادی همچون احمد شاه سلجوقی، دیلماچ اوغلی احمد و توتوس اوغلی نیز حضور داشته‌اند. سپاهیان دو اردو تفاوت فاحشی با یکدیگر داشتند. اردوی بیزانس از لحاظ دینی و ملی از عناصری تشکیل شده‌بود که هیچ وجه اشتراکی با هم نداشتند؛ حتی با یکدیگر دشمنی نیز می‌ورزیدند. در مقابل، اردوی سلجوقی بسیار هماهنگ و متجانس بود. گذشته از آن تحت فرماندهی سلطان جوان و نیرومندی بودند که پیش از این پیروزی‌های بزرگی را به دست آورده‌بود. هم چنین دارای فرماندهان با تجربه‌ای نیز بودند. سپاهیان سلجوقی که بنابر آمال دینی متحد شده‌بودند، از عواقب شوم و مصیبت بار شکست احتمالی که متوجه جهان اسلام بود به خوبی آگاهی داشتند. علاوه بر آن اندیشه جهاد در راه دین و تصرف آناتولی که برای ایشان دارای اهمیت بسیاری بود، موجب یکپارچگی‌شان شده‌بود. سپاهیان ترکمان که در گذشته هجوم‌های متعددی را به منظور ضربه زدن به بیزانس به آناتولی انجام داده‌بودند و در این حملات تجربه‌های خوبی را آموخته‌بودند، اکنون از توانایی‌های خود اطمینان داشتند و کاملاً بر اوضاع مسلط بودند.
آلپ ارسلان که نسبت به نتیجه و عواقب وقوع جنگ اندیشناک بود، ایلچی خلیفه، یعنی ابن محلبان را همراه با ساوتکین، برای طرح پیشنهاد صلح نزد امپراتور بیزانس فرستاد اما رومانوس، مغرور از شمار سپاهیانش، با فرستادگان سلطان برخوردی تحقیر آمیز نمود و پیشنهاد صلح را رد کرد. سلطان در پیشنهاد خود خواستار برقراری یک صلح دائمی میان دو دولت شده‌بود. البته روایتی نیز هست که بنابر آن، هدف سلطان از فرستادن آن‌ها کسب آگاهی از وضعیت دشمن و موقعیت نظامی اردوی بیزانس بود. دیوجانس ضمن رد پیشنهاد سلطان خطاب به فرستادگان سلطان با رفتاری تحقیرآمیز گفته‌بود: «قرار متارکه جنگ را در ری امضاء خواهیم کرد.» آلپ ارسلان از جواب رد رومانوس بسیار متأثر شد و خود را برای یک جنگ حتمی آماده ساخت.

امام خاص سلطان، محمد بن عبد الملک بخارایی، خطاب به آلپ ارسلان در سخنانی نویدبخش و امیدوارکننده گفت: 
| « | ای سلطان، تو در راه اسلامی که خدا وعدهٔ پیروزی آن را داده جهاد می‌کنی، پس در روز جمعه که تمام مسلمانان در مساجد و منابر برای تو به درگاه خدا دعا می‌کنند وارد جنگ شو…، من ایمان دارم که خداوند پیروزی را نصیب تو خواهد کرد. | » |

این سخنان به آلپ ارسلان دلگرمی دو چندان داد. آلپ ارسلان در روز چهارشنبه ۲۵ ذیقعده ۴۶۳ هجری / ۲۴ اوت ۱۰۷۱ میلادی بعد از شنیدن پاسخ رد به پیشنهاد صلح از سوی دیوجانوس، تدابیر لازم دفاعی را اتخاذ کرد، از جمله بخشی از سپاه را به کمینگاه‌ها فرستاد و سکنات دشمن را به خوبی زیر نظر گرفت. گذشته از آن، از صبح پنج‌شنبه تا سحرگاه جمعه، سپاه سلجوقی با فریاد تکبیرها و کوبیدن بر طبل‌ها و نواختن شیپورها و سر دادن نعره‌ها و پرتاب بی‌امان تیرها و از این قبیل اعمال غوغایی به پا کرد که سپاه روم از فرط بی‌خوابی و شدت خوف و هراس دچار حیرت و اضطراب شد.

## نبرد
در صبح روز ۲۱ ذی القعده ۴۶۳ هجری / ۲۶ اوت ۱۰۷۱ میلادی هر دو سپاه به صف آرایی در برابر هم پرداختند. فاصله میان مواضع دو سپاه به یک فرسخ می‌رسید. سلجوقیان بنا بر عادتی که داشتند پیش از شروع جنگ یک بار دیگر به طرح پیشنهاد صلح پرداختند. بر این اساس سلطان آلپ ارسلان نیز بار دیگر به طرح پیشنهاد صلح پرداخت، اما رومانوس این پیشنهاد را به حساب ترس گذاشته، آن را رد کرد. آلپ ارسلان بعد از خواندن نماز جمعه لباس سفید به تن کرد، از اسب فرود آمد به مسجد رفت و به راز و نیاز با خدا پرداخت. سپس از سجده برخاست و ضمن خطابهٔ زیر که برای سپاهیان ایراد کرد اوج ایمان و جسارتش را نشان داد:
| « | در اینجا سلطان دیگری جز خدا نیست. قضا و قدر در دست اوست. به همین سبب آزادید که در کنار من بجنگید یا از جنگ سر باز زنید. | » |

سپاهیان تحت تأثیر سخنان سلطان گفتند: «به هیچ رو از امر تو سر برنخواهیم زد. سپس همگی گریه سر داده و به جهت اندیشناک بودن از سرانجام جنگ برای آخرین بار از هم حلالیت طلبیده و با یکدیگر وداع گفتند.» سپس سلطان زین اسبش را محکم بست و بنابر یک عادت قدیمی دم اسبش را نیز گره زد، هم چنین تیر و کمانش را نیز انداخت و به جای آن شمشیر و گرزش را برداشت. تمام سپاه نیز چنین کردند. سلطان در آخرین خطابه خود چنین گفت: 
| « | ای سپاهیانم؛ اگر به شهادت رسیدم، لباس سفیدی که بر تن دارم کفنم خواهد شد و روحم به آسمان‌ها پرواز خواهد کرد. ملکشاه را به جای من بر تخت بنشانید و تن به اطاعت او بسپارید. اگر از این جنگ سرفراز و پیروز بیرون آمدیم، بدانید که روزهای پر خیر و برکتی در پیش خواهیم داشت. | » |

این خطابه مانند آخرین وصیت‌های سلطان بود. در این اثنا اردوی بیزانس نیز مشغول مراسم دینی بود. در نهایت بعد از ظهر روز جمعه جنگ شروع شد، سلجوقیان با فریاد سر دادن و کوبیدن بر طبل‌ها و نواختن شیپورها اقدام به تحریک سپاهیان بیزانس کردند. در حقیقت سپاهیان سلجوقی به علت قلت نیروی نظامی‌شان بود که دست به چنین اعمالی می‌زدند، چرا که می‌خواستند دشمن دست به هجوم بزند و بعد از پیشروی آن‌ها لشکریانی که پیشتر در کمینگاه موضع گرفته بودند، بتوانند از پشت سر، سپاه بیزانس را مورد حمله و هجوم قرار دهند.
شکل اردوی روم بدین صورت بود:
- تئودور آلیاتس فرمانده جناح چپ بود، که از سپاهیان آناتولی تشکیل می‌شد.[۹][۵۲]
- نیکفوروس بریانوس فرمانده جناح راست بود، که از سپاهیان بیزانسی تشکیل می‌شد.[۹][۵۲]
- امپراتور فرماندهی مرکز اردو را بر عهده داشت.[۹][۵۲]
- آندرونیکوس دوکاس هم فرماندهی قوای احتیاط را بر عهده داشت.[۹][۵۲]

سپاهیان بیزانس صف بسته و سپرها را بر دست گرفته و آمادهٔ جنگی کلاسیک بودند. سپاهیان سلجوقی به چهار قست تقسیم شده‌بودند و با اتخاذ تاکتیک جنگی ترکها به نام «توران» یا «هلال» که پیش از آن بارها موجب پیروزی سلجوقیان شده‌بود، آماده جنگیدن بودند. از این چهار قسمت، دو گروه در تپه‌های مشرف به صحنه نبرد کمین کرده‌بود، گروه سوم که وظیفه‌اش محاصره دشمن از پشت سر بود نیز در مواضع مناسبی مستقر شده‌بود، آلپ ارسلان نیز در مرکز اردو و در موضعی مقابل دیوجانوس جای گرفته‌بود. ابتدا کمانداران سلجوقی اقدام به پرتاب بی‌امان تیر کردند و سپس قوای مرکزی تحت پوشش آن‌ها اقدام به پیشروی نمودند. مرکز اردوی روم به فرماندهی دیوجانوس که دید قوای مرکزی مهاجم سلجوقی کم شمار است، به هوس نابود کردن آن‌ها با تمام قوا اقدام به حمله متقابل کرد. سلجوقیان به آرامی شروع به عقب‌نشینی کردند و بیزانسی‌ها به تعقیب آن‌ها پرداختند. بدین ترتیب با برخاستن غوغا و گرد و غبار در صحنه میدان، یک نبرد تاریخی که در کشمکش چند سده میان مسلمانان و بیزانس یک نقطه عطف به حساب می‌آید، شروع شد. در این جنگ نیز سلجوقیان با توسل به هجوم و عقب‌نشینی تاکتیکی (تاکتیک تیراندازی پارتی)، مهارت خود را در جنگ به خوبی نشان دادند. سلجوقیان ضعف ناشی از کم شمار بودن سپاه خود را با توسل به این تاکتیک جبران کردند و به بیزانسی‌ها اجازه پیش بردن جنگ منظم و کلاسیک را ندادند و به همین جهت در نقشهٔ نظامی خود پیروز شدند. با پیشروی سپاه بیزانس، قوای سلجوقی که در کمینگاه بودند یکباره شروع به حمله و هجوم کردند و دشمن را دچار حیرانی و سرگشتگی ساختند.
در این اثنا سواران ترک‌تبار اوغوز و پچنگ سپاه سلجوقی که در جناح اردوی بیزانس بودند، بنا بر نقشه‌ای که از قبل با سپاه سلجوقی طرح کرده‌بودند؛ به سپاهیان سلجوقی پیوستند. این اقدام آن‌ها باعث شد که سپاهیان بیزانسی همگی دچار حیرت و اضطراب شده و روحیه‌شان را از دست بدهند. مهارتی که سپاه سلجوقی در هجوم و عقب‌نشینی تاکتیکی به کار بست باعث شد که امپراتور بیزانس به دلیل پیشروی تدریجی از اردوگاه خود بسیار دور شده و در هنگام غروب آفتاب درست به جایی برسد که محل کمینگاه‌های بخشی از سپاه سلجوقی بود. امپراتور بعد از آن‌که سپاه سلجوقی دست به هجوم همه‌جانبه زد، تازه به خطای خود پی برد و به فکر عقب‌نشینی افتاد اما اردوی بیزانس در محاصره سختی قرار گرفته‌بود. آندرونیکوس که فرمانده قوای احتیاط بود، تلاش امپراتور برای عقب‌نشینی را به شکل شکست به اطرافیان وانمود کرد و همراه با سپاهیان تحت امر خود اقدام به فرار نمود. همین امر موجب گریز سپاهیان ارمنی از اردو شد. رومانوس که اردویش در حال از هم پاشیده شدن بود تنها نظاره می‌کرد. با شکست جناح راست اردوی بیزانس در همان ابتدا، رومانوس سعی کرد تا از جناح چپ برای آن‌ها کمک بفرستد اما موفق نشد. آلپ ارسلان خود شخصاَ در جبهه مقابل جنگ را اداره می‌کرد و حتی گاهی خود در جنگ شرکت می‌کرد. در این هرج و مرج، عقب‌نشینی امپراتور به طرف قرارگاه و خزانه‌اش باعث سردرگمی و از هم پاشیده‌شدن سپاه بیزانس شد. با این حال امپراتور بیزانس قهرمانانه به جنگ ادامه داد. سپاهیان سلجوقی اردوی بیزانس را نابود ساختند و آن‌ها را مجبور به فرار کردند. سرانجام امپراتور که از ناحیه دست زخمی شده‌بود و از اسب به زمین افتاده بود توسط یکی از سربازان ترک سپاه ایران به اسارت درآمد.

## پس از نبرد

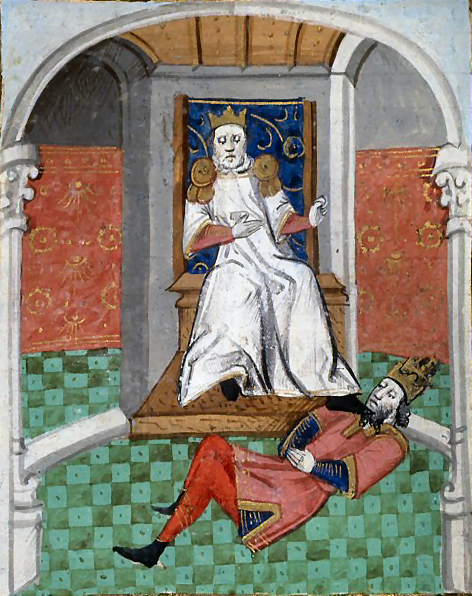
تحقیر امپراتور روم توسط آلپ ارسلان

سرانجام جنگ با اسارت امپراتور بیزانس و همراهانش پایان یافت و امپراتور نزد سلطان آورده‌شد. با تاریک شدن هوا سپاهیان بیزانس همگی محو و نابود شدند و فراریان آن‌ها نیز مورد تعقیب قرار گرفتند. بخش اعظم سپاهیان بیزانس در این جنگ کشته شدند. غنایم به دست آمده نیز از حد فزون بود. این جنگ با پیروزی قاطع سپاهیان سلجوقی پایان یافت. اگر چه در شب نیز زد و خوردهای پراکنده‌ای رخ داد اما در سرنوشت جنگ تأثیری نداشت. هنگام صبح دیگر چیزی از اردوی بیزانس باقی نمانده‌بود. بسیاری کشته شده‌بودند و شمار زیادی به اسارت درآمده یا از صحنه جنگ گریخته بودند. امپراتور و بزرگان اردوی او در میان اسرا بودند. در ابتدا نسبت به این‌که آیا واقعاً او امپراتور است شک و تردید داشتند اما پس از اعتراف فرستادگان سلجوقی که امپراتور را از نزدیک دیده‌بودند و همچنین فرماندهان سپاه روم شک‌شان بر طرف شده و سرانجام رومانوس به حضور آلپ ارسلان آورده‌شد. آلپ ارسلان با او بسیار محترمانه رفتار کرد و به وی گفت: «ای امپراتور! متأثر نباش، ماجرای انسان‌ها همین است.» سپس برای او خیمه و خرگاه خاصی اختصاص داد و افرادی را برای خدمت به او گمارد و با او همانند یک میهمان برخورد کرد. بنابر روایات مختلف آن روز میان سلطان و امپراتور گفتگوی تاریخی زیر صورت گرفت.
سلطان آلپ ارسلان: «برای ایجاد صلح و دوستی در میان ما، من فرستادگان خلیفه را نزد تو فرستادم اما تو عناد ورزیدی. برای بازگرداندن دشمنانم که به تو پناه جسته‌بودند، افشین را همراه هیأتی نزد تو فرستادم، اما این درخواست را اجابت نکردی. دیروز غروب کسانی را نزد تو فرستادم و خواهان ترک جنگ شدم اما تو پاسخ رد دادی و گفتی که چگونه می‌توانم در پاسخ به حملاتی که به قلمروام می‌شود به قلمرو اسلام حمله نیاورم و بازگردم.» سلطان در ادامه خطاب به امپراتور که در غل و زنجیر بود گفت: «این است نتیجه سرکشی تو.» دیوجانوس در جواب سلطان گفت: «سرنوشت خود و مملکتم در دست تو است. در چنین وضع و حالی در مقابل تو ایستاده‌ام. از توبیخ و سرزنش در گذر و آنچه را که خواهی، بکن.» سلطان گفت: «اگر تو پیروز می‌شدی با من چه می‌کردی؟» امپراتور گفت: «یا امر به جدا کردن سرت می‌دادم یا تو را به دار می‌آویختم.» سلطان گفت: «گمان می‌کنی من با تو چه خواهم کرد؟» امپراتور گفت: «سه کار تو رواست؛ اول آن‌که مرا بکشی، دوم آن‌که شهر به شهر به نشانه پیروزیت بگردانی، سوم که ممکن نیست، عفو و بخشش من در مقابل باج و خراج است.» سلطان گفت: «در حق تو جز عفو و بخشش اندیشه‌ای دیگر ندارم.»
در پایان گفتگوی سلطان و امپراتور میان آن دو پیمان نامه‌ای بسته شد که به موجب آن امپراتور موارد زیر را قبول و نسبت به انجام آن‌ها متعهد شد:
1. امپراتور در مقابل آزادیش مبلغ یک میلیون و پانصد هزار دینار پرداخت کند.[۹]
2. علاوه بر آن هر سال مبلغ ۳۶۰ هزار دینار به امپراتوری سلجوقی خراج دهد.[۹]
3. امپراتور بیزانس تعهد بسپارد که از عساکر روم هر مقداری که امپراتور سلجوقی احساس نیاز کند در اختیار او بگذارد.[۹]
4. بیزانسی‌ها شهرهایی مانند انطاکیه، اورفا، منبج و ملازگرد را که به تازگی از مسلمانان گرفته‌اند باز پس دهند.[۵۹]
5. تمام اسرای مسلمان اعم از آن‌هایی که در بیزانس هستند را آزاد کنند.[۶۰][۶۱]

امپراتور در پاسخ سلطان اظهار داشت که اجابت این شروط در گرو آن است که صحیح و سالم به کشور بازگردم و بار دیگر بر تخت سلطنت قرار گیرم. سرانجام آلپ ارسلان، دیوجانوس را با دو فرمانده و گروهی از سپاه راهی بیزانس نمود. خود نیز یک فرسخ او را مشایعت کرد. علاوه بر آن مبلغ ۱۰ هزار دینار نیز به عنوان خرجی راه به او داد. بدین ترتیب دیوجانوس تحت حمایت عساکر سلجوقی از راه ارزروم به سوی مملکت خود بازگشت. اما بیزانسی‌ها امپراتورشان را بعد از بازگشت عزل کرده و اعلام کردند که مسیح از او رو تافته، بر چشم‌های او میل کشیده و در صومعه ای محبوس‌اش ساختند. دیوجانوس از شدت غم و اندوه در آن دیر جان باخت (۱۰۷۲ میلادی).
آلپ ارسلان که چند تن از سرداران خود را در بعضی نواحی مسخر شده برای احتیاط مستقر ساخته‌بود با اطلاع از انجام نشدن مفاد معاهده به سرداران خود دستور داد که هر کدام جداگانه به سرزمین روم یورش برند و ناحیه‌ای را که تصرف کردند بر آن‌جا فرمانروا باشند. به دنبال این فرمان سرداری موسوم به میر سلیق، ارزروم و نواحی مربوط به آن‌جا را تصرف کرد و امیر آرتق بر ماردین آمد وی بر منجگرد، ملیط، خرت پرت و حوالی آن‌جا مسلط شد و امیر دانشمند بر قیصریه، رمید، سیواس، دولو، توقات، نکیسار و آماسیه چیره شد و امیر جاولی بر مرعش و هرنوس دست یافت و امیر منگوجک غازی بر ارزنجا، کوماخ و کوغونیه و نواحی پیرامون آن ولایات چیره شد. این فرمان آلپ ارسلان نقطهٔ جدیدی در تمدن اسلامی و تاریخ آناتولی رقم زد.
اهمیت بسیار زیاد پیروزی سلجوقیان در جنگ ملازگرد، در آن زمان به خوبی دانسته‌شد. آلپ ارسلان با فرستادن فتح‌نامه به خلیفه و نیز دیگر نقاط جهان اسلام، خبر پیروزی جنگ ملازگرد را مژده داد. فتح‌نامه‌ای که برای خلیفه فرستاده شده‌بود در طی مراسمی که با حضور ارکان و بزرگان دولت عباسی در نزد خلیفه بر پا شده‌بود قرائت شد. بدین ترتیب پیروزی بزرگی که برای اولین بار در تاریخ منجر به اسارت امپراتور بیزانس شد، از سوی مسلمانان سلجوقی به نحوی با شکوه جشن گرفته شد. مسلمانان ارزش و بهای آن را به خوبی دریافتند و آن را با فتوحات بزرگ دوران عمر چون فتح قادسیه و یرموک برابر می‌دانستند. شاعران خطاب به آلپ ارسلان که فاتح جنگ ملازگرد بود، قصیده‌های ستایش آمیزی سرودند. ارزش این نبرد چنان بود که مورخان بدان لقب جنگ خندق دوم جهان اسلام را اعطا کردند.

## پیامدها

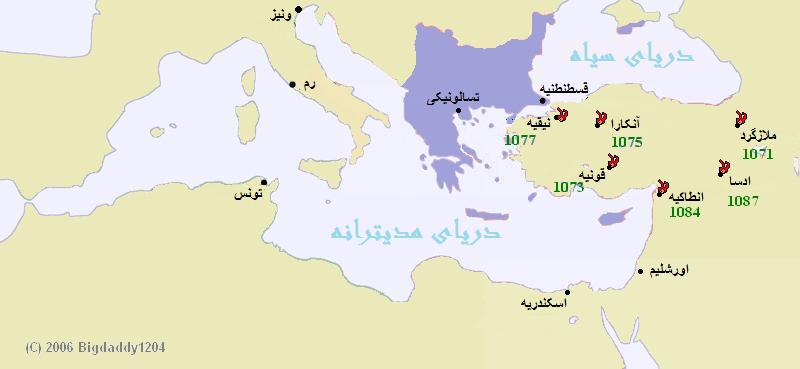
وضعیت امپراتوری بیزانس پس از نبرد ملازگرد

بیزانسی‌ها هنگامی که از آن نبرد سخن می‌گفتند، تنها از آن با عبارت «آن روز وحشت‌انگیز» یاد می‌کردند.
این پیروزی تنها به شکست و اسارت امپراتور بیزانس منتهی نشد بلکه سد استوار امپراتوری بیزانس برای همیشه در برابر ترکان و مسلمانان فرو ریخت تا شروعی برای وقایع بعدی در منطقه آسیای صغیر باشد. در طول یک سده جمعیت بزرگی از ترکان اوغوز به سوی آناتولی مهاجرت کردند. تصرف آناتولی از سوی اُغوزها در عین حال که موجب نجات جهان اسلام از مخاطرات و تهدیدات جدی امپراتوری بیزانس شد، با تصرف آسیای صغیر و ایجاد یک مدنیت نوین اسلامی برای جهان اسلامی موهبتی نیز به حساب می‌آمد. تأسیس امپراتوری سلاجقه روم توسط نوادگان ارسلان اسرائیل از اولین پیامدهای این پیروزی است.
فتح ملازگرد سرآغاز مرحله جدیدی برای فتح تمام آناتولی بود. ترکان سلجوقی پس از پیروزی بر بیزانسی‌ها در ملازگرد به پیشروی خود ادامه دادند و علاوه بر آسیای صغیر بر مناطقی از جمله فلسطین نیز در سال ۱۰۸۷ میلادی مسلط شدند. ترکان که تا پیش از این نبرد گاهی توسط بیزانسی‌ها به عنوان مزدور به کار می‌رفتند چنان‌که در سال ۱۰۷۰ میلادی، برادر خوانده طغرل بیک به مزدوری بیزانسی‌ها رفت، از این پس کارشان تا به جایی کشید که حتی در امور داخلی امپراتوری بیزانس هم دخالت می‌کردند. فتوحات پیش از جنگ ملازگرد در دوران طغرل و آلپ ارسلان دارای ویژگی‌ها و نتایج زیر بود:
1. در فتوحاتی که در زمان آلپ ارسلان صورت گرفت جدای از سلطان و شاهزادگان سلجوقی، سربازانی که به فرماندهی رسیده بودند و بیگ‌های ترکمانی که در خدمت دولت سلجوقی بودند نیز حضور داشتند و با گذشت زمان نقششان پر رنگ‌تر نیز شد.[۱۶]
2. همزمان با افزایش شمار نیروهای مهاجم، بخش‌های بیشتری از آناتولی نیز مورد حمله و هجوم قرار گرفت که منجر به تصرف بعضی از مراکز مهم آن شد. علاوه بر قرارگاه موجود در شرق، در جنوب آناتولی نیز قرارگاه‌های جدید دیگری برای ادامه حملات ایجاد شد.[۱۶]
3. در دوران آلپ ارسلان در سیاست حمله به آناتولی تغییر محسوسی بروز کرد. بدین صورت که شهرهای بزرگ و سوق‌الجیشی‌ای همچون آنی و ملازگرد پس از فتح به قلمرو سلجوقی اضافه گردید.[۱۶]

بدین ترتیب ترکمانان سلجوقی از این زمان به بعد سیاست تصرف و استقرار در آناتولی را در پیش گرفتند. اگر پیمان‌نامه میان دیوجانوس و آلپ ارسلان اجرا می‌شد و حملات ترکان به آناتولی متوقف می‌گشت جنگ ملازگرد از چنان اهمیت تاریخی‌ای برخوردار نمی‌شد؛ اما از آن‌جا که دیوجانوس پس از بازگشت به بیزانس کشته شد و پیمان‌نامه مزبور تحقق نیافت، بار دیگر حملات ترکان سلجوقی به آناتولی از سر گرفته شد و این‌بار ماهیت حملات ترکان به آناتولی تفاوت‌های فاحشی با حمله‌های پیش از آن یافت. از جمله از آن‌جا که اردوی بیزانس در جنگ ملازگرد دچار شکست و نابودی شد، بعد از آن دیگر در برابر حمله‌های بعدی دفاع و مقاومت جدی صورت نگرفت. در نتیجه عدم مقاومت جدی از سوی بیزانس، ترکمانان به راحتی در قلمرو آناتولی پراکنده شدند و تنها دو سال بعد از مرگ دیوجانوس توانستند خود را تا سواحل دریای مرمره و اژه برسانند و جایی نماند که در آناتولی زیر پا نگذارند. مهاجمان ترک سلجوقی در حمله‌هایی که پیش از جنگ ملازگرد به قلمرو آناتولی انجام می‌دادند، بعد از به دست آوردن غنایم بار دیگر به مراکز خود در اخلاط و حلب بازمی‌گشتند. علاوه بر آن حمله‌هایی بعد از جنگ ملازگرد صورت می‌گرفت که در حقیقت در تداوم حمله‌های پیش از جنگ مزبور بود. اگر آن حمله‌ها نبود و به واسطه آن‌ها خطوط دفاعی بیزانسی‌ها در هم شکسته نمی‌شد، مهاجمان ترک سلجوقی در حملات جدید خود نمی‌توانستند به راحتی و به سرعت خود را به آناتولی مرکزی برسانند و از آن‌جا به دیگر نقاط آناتولی نیز حمله کنند. اصولاً این که کمی بعد از جنگ ملازگرد مهاجمان ترک توانستند در آناتولی تعدادی امیرنشین ایجاد کنند، حاکی از آن است که جنگ‌ها و فتوحات آن‌ها با یک سیاست مشخص دنبال می‌شده‌است. این وضعیت نشان دهنده یک مرحله کاملاً جدید در فتح آناتولی است. بعد از پیروزی ملازگرد رویدادهای بسیار مهمی رقم خورد؛ از جمله این‌که ترکمانان سراسر آناتولی را فتح کرده و در قسمت‌های مختلف آن استقرار یافته و موفق به تأسیس یک دولت مستقل شدند. آن‌ها با ساکنان بومی آناتولی درآمیخته و اسلام را در آناتولی گسترش دادند. پس از این نبرد تمدن یونانی و آداب عیسوی رو به زوال نهاد و تمدن و آداب اسلامی و زبان فارسی و بسیاری از شاخصه‌های فرهنگ ایرانی به تدریج جای آن‌ها را گرفت. ساکنین ارمنستان و کاپادوکیه که به دلایل مذهبی و مالی دشمن بیزانس بودند، دیگر بر وعده‌های بیزانس برای دفاع از آن‌ها دل نبستند و با مهاجمان سلجوقی همچون نجات دهنده خود برخورد کردند. حتی بعضی از عناصر متشکله آن‌ها مثل کلنی‌های نظامی مرزی و غیره که با بیزانس بیش از مسلمانان ناسازگار بودند در جای خود به تازه واردان می‌پیوستند.
پس از این جنگ و در ادامه روند فتوحات ترک‌ها در آسیای صغیر که یکی از مناطق مهم و حیاتی برای بیزانس بود، وسعت قلمرو بیزانس به نصف رسید و از قدرت آن به حد زیادی کاست. این نبرد باعث ایجاد یک امپراتوری یکپارچه در ایران و از آسیای میانه و فرارود گرفته تا سرزمین شام، عربستان و آسیای صغیر گردید و این قدرت بدون رقیب در شرق برای نخستین بار دنیای مسیحیت را به فکر بسیج شدن علیه مسلمانان انداخت؛ همچنین، آن‌ها شهرهای مقدس مسیحیان نظیر اورشلیم را نیز تسخیر کرده‌بودند. امپراتور الکسیوس یکم، امپراتور بیزانس که برای مقابله با سلجوقیان به کمک احتیاج داشت در سال ۱۰۹۵ میلادی از کلیسای رُم کمک طلبید؛ با این استدلال که مسیحیان شرقی و غربی باید در یک جنگ مقدس به هم بپیوندند تا سلجوقیان غیر مسیحی را از آسیای صغیر بیرون رانده و شهرهای مقدس مسیحی را نیز بازپس گیرند. با موافقت پاپ اوربان دوم، جنگ‌های صلیبی برای آزاد سازی آسیای صغیر، فلسطین و اورشلیم آغاز شد. نبرد ملازگرد در عین حال موجب بروز تحولات اساسی در بنیادهای قبیله‌ای ترکان شد و با استقرار در آناتولی و با اتکا به دین اسلام و ادبیات، تفکر و جهان بینی کاملاً نوینی یافته و توانستند جامعهٔ تازه‌ای را مبتنی بر فرهنگ یکجانشینی بنا نمایند.

## در فرهنگ و رسانه

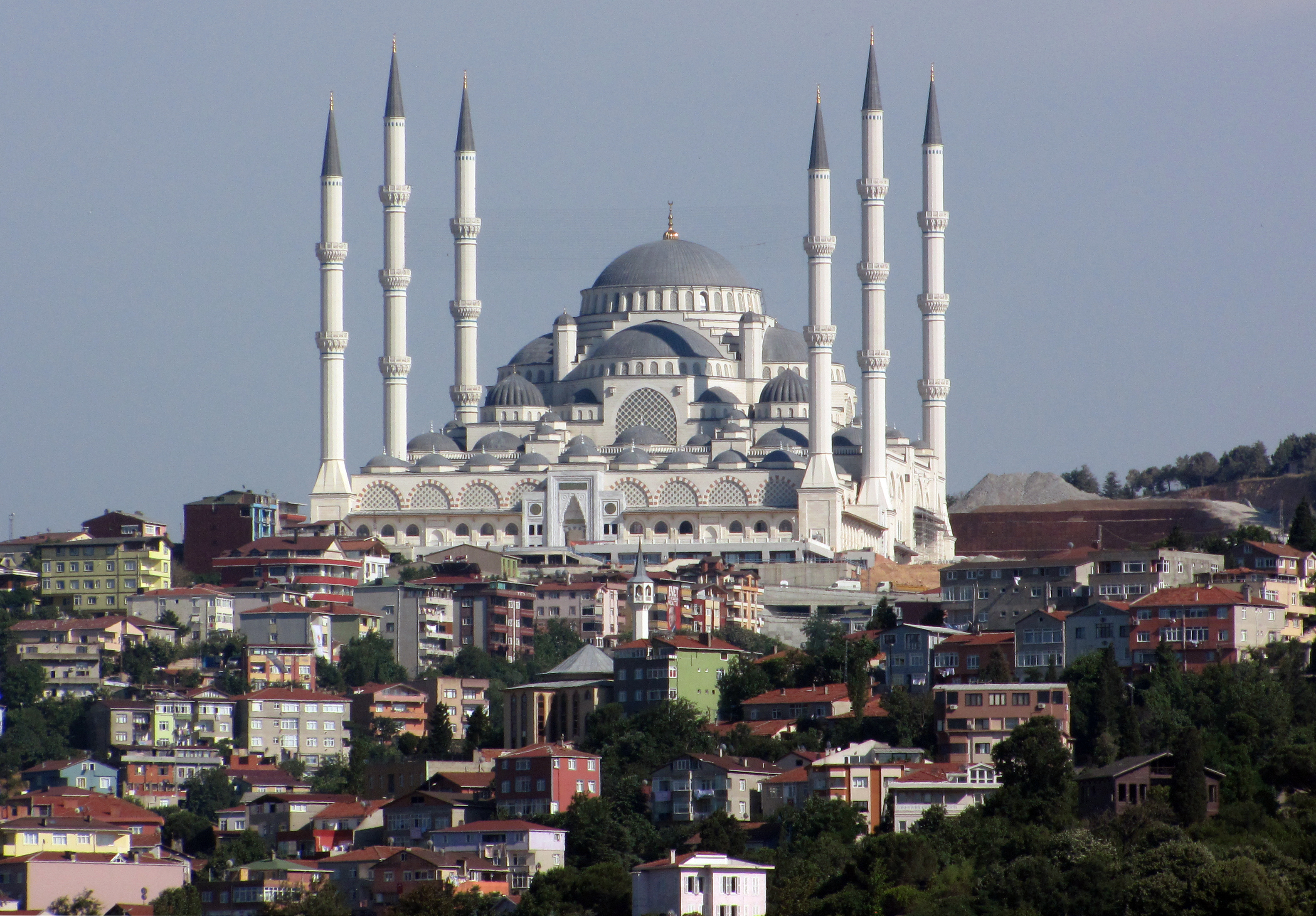
مسجد جامع چاملیجا در استانبول، چهار مناره به طول ۱۰۷٫۱ متر دارد، که یادآور سال نبرد ملازگرد (۱۰۷۱ میلادی) است

مسجد جامع چاملیجا در استانبول، به عنوان بزرگ‌ترین مسجد ترکیه، در سال ۲۰۱۹ افتتاح شد و دارای چهار مناره است که ۱۰۷٫۱ متر طول دارد، و یادآور نبرد ملازگرد در سال ۱۰۷۱ میلادی است.
فیلم سینمایی ملازگرد 1071 (malazgirt 1071) به کارگردانی ازگور آکار و با بازی هنرمندانی نظیر چنگیز جوشکن، در خصوص حوادث این نبرد است.

## منبع‌شناسی
منابع معاصر و اولیه
تاریخ‌نگاری‌های بیزانسی عبارتند از:
- تاریخ نوشته میخائیل آتالیاتس (ف. ۱۰۸۰ م. ۴۷۲ ق). مؤلف در این اثر به نقل حوادث و رویدادهای میان سال‌های ۱۰۳۴–۱۰۷۸ م. / ۴۳۵–۴۷۱ ق. پرداخته‌است. این اثر از جهت جنگ‌ها و برخوردهای میان بیزانس و سلجوقیان حائز اهمیت است.[۷۹]
- کرونوگرافیا نوشته میخائیل پسلوس (ف. ۱۰۸۱م. / ۴۷۴ق). مؤلف در بسیاری از سفرهای جنگی امپراتور رومانوس چهارم همراه وی بوده و به همین جهت وقایع مربوط به جنگ‌های سلجوقیان و بیزانس و به ویژه نبرد ملازگرد و رویدادهای بعد از آن در این کتاب حائز اهمیت است.[۷۹]
- تاریخ سینوپسیس نوشته گئورگیوس کورونوس. در این کتاب به محاصره ملازگرد توسط طغرل بیگ و حوادث آن روزگار و نیز چگونگی اردوکشی رومانوس به ملازگرد برای جنگ با آلپ ارسلان نیز پرداخته شده‌است.[۷۹]
- تاریخ اپیتومه نوشته ایونس زوناروس. حاوی آگاهی‌های مفیدی از چگونگی اردوکشی رومانوس چهارم و نیز نبرد ملازگرد و حوادث بعدی آن است.[۷۹]
- تاریخ نوشته نیکفوروس بریانوس. نقل رویدادهایی از قبیل نبرد ملازگرد و، فعالیت‌های سلیمان شاه و منصور در آناتولی غربی و دخالت آن‌ها در امور داخلی بیزانس به ویژه در منازعات مربوط به تاج و تخت و تحکیم و گسترش حاکمیتشان در آناتولی غربی.[۷۹]
- تاریخ نوشته اریسداگس لاسدیورتزی. حاوی اطلاعاتی در مورد حمله‌های اولیه ترکان و مقاومت بیزانسی‌ها و اردوکشی طغرل بیگ و آلپ ارسلان به شرق آناتولی، تصرف شهر آنی توسط آلپ ارسلان و نبرد ملازگرد و اسارت امپراتور بیزانس.[۷۹]
- وقایع نامه نوشته ماتئوس اورفه ای. به صورت سالشمار اطلاعاتی در مورد شروع نفوذ ترکان به ایالات شرقی آناتولی، فتوحات سلجوقیان، تشکیل امیر نشینهای مستقل ترک در آناتولی و تشکیل دولت سلجوقیان در آناتولی.[۷۹]
- جدول کرونولوژی نوشته ساموئل آنه ای. حاوی اطلاعاتی در مورد سلجوقیان به ویژه پیشرویهای آلپ ارسلان و ملکشاه در غرب.[۷۹]
- وقایع نامه نوشته میخائیل سریانی. در آن آگاهی‌های مهمی راجع به حملات سلجوقیان به آناتولی و به ویژه نبرد ملازگرد آمده‌است.[۷۹]